# Willem de Sitter
Willem de Sitter, né le 6 mai 1872 à Sneek (Frise) et mort le 20 novembre 1934 à Leyde (Hollande-Méridionale), est un astronome néerlandais. Il est président de l'Union astronomique internationale de 1925 à 1928.

## Biographie
Willem de Sitter étudie les mathématiques à l'université de Groningue puis intègre le laboratoire d'astronomie de Groningue. Il travaille à l'observatoire du Cap en Afrique du Sud (1897-1899) puis, en 1908, de Sitter est nommé à la chaire d'astronomie de l'université de Leyde. Il est directeur de l'observatoire de Leyde de 1919 jusqu'à sa mort. Il est le père du géologue Ulbo de Sitter.

## Travaux
Il est l'un des premiers à évoquer, en 1917, la possibilité d'une solution cosmologique, sur la base des travaux de la relativité générale d'Einstein, d'un Univers vide, différente de celle d'Einstein dans laquelle les objets distants présentent un décalage des fréquences proportionnel à la distance, ce qui sera compris plus tard comme une conséquence de l'expansion de l'univers.
Il contribue aussi à améliorer la compréhension de la cosmologie. Une de ses œuvres importantes est la co-rédaction d'un article avec Albert Einstein en 1932, dans lequel ils conjecturaient qu'il devait y avoir dans l'univers une grande quantité de matière qui n'émettait pas de lumière, désignée actuellement comme la matière sombre.
De Sitter est renommé pour ses travaux sur la planète Jupiter.

## Distinctions et récompenses
- Médaille James-Craig-Watson (1929)
- Médaille Bruce (1931)[1]
- Médaille d'or de la Royal Astronomical Society (1931)

## Hommages
Le cratère de Sitter (en)  sur la Lune et l'astéroïde (1686) De Sitter sont nommés en son honneur.

#### Notices nécrologiques
- AN 253 (1934) 495/496 (une ligne)
- JRASC 29 (1935) 1
- MNRAS 95 (1935) 343
- Obs 58 (1935) 22
- PASP 46 (1934) 368 (un paragraphe)
- PASP 47 (1935) 65